# جيك سميث
جيك سميث (بالإنجليزية: Jake Smith)‏ هو لاعب كرة قاعدة أمريكي، ولد في 5 يونيو 1983 في غرينزبورو في الولايات المتحدة.

## وصلات خارجية
- جيك سميث على موقعبيزبول رفرنس.كوم (الدوري الثانوي) (الإنجليزية)